# كاري كوبر
كاري كوبر (بالإنجليزية: Cary Cooper)‏ هو عالم نفس بريطاني، ولد في 28 أبريل 1940.

## وصلات خارجية
- كاري كوبر على موقع أرشيف الشارخ.
- الموقع الرسمي